# 山口朝鮮高級学校
山口朝鮮高級学校（やまぐちちょうせんこうきゅうがっこう、야마구찌조선고급학교）は、山口県下関市にある朝鮮学校である。高級学校単独で存在していた各種学校（非一条校）であったが、生徒数や寄付金の激減によって2004年に休校となった。

## 沿革
- 1972年 - 開校
- 2004年 - 休校

## 学科
- 高級部（末期は全校生徒約30人という極小規模校となっていた）[1]

## 所在地
- 〒752-0928 下関市長府才川2-9-1

座標: 北緯34度1分36.4秒 東経131度0分2.1秒 / 北緯34.026778度 東経131.000583度